# Волынские чехи
Волынские чехи — этнические чехи или их потомки, поселившиеся на Волыни со второй половины 19 века. Между 1868 и 1880 годами почти 16 000 чехов покинули Австро-Венгрию и перебрались в Российскую империю. Причиной их отъезда стали тяжелые условия жизни на чешских землях и слухи о процветании в Российской империи, где было большое количество неиспользуемых сельскохозяйственных земель. Царское правительство привлекало новых иммигрантов рядом преимуществ, среди которых было право покупать (дешевую) землю и создание производственных предприятий, право на национальное образование, самоуправление и свободу вероисповедания. Иммигранты были освобождены от налогов и военной службы на 20 лет. Большинство чехов поселились в районах Ровно, Дубно, Луцка, Житомира, Острога и т. д. Некоторые деревни были созданы «на зеленом поле», другие располагались вблизи украинских деревень, где они образовали местные части с первоначальным названием деревни, дополненным прозвищем «Чешский» (например, Český Malín, Český Boratín, Český Straklov, Český Kvasilov и др.) Помимо сельского хозяйства, чешские иммигранты начали заниматься другими видами деятельности, такими как промышленность, торговля и ремесла. Чехи открыли механические мастерские, пивоварни, мельницы, цементные заводы и т. д. В уездах были созданы школы, церкви, библиотеки, процветала культурная жизнь. Чешские иммигранты внесли значительный вклад в повышение экономического и культурного уровня населенных пунктов.
Во время Волынской резни чехи поддерживали поляков, если их польских соседей атаковали; во время трагедии погибло 340 чехов.
После Второй мировой войны в Чехословакию по-межгосударственному соглашению вернулись как большинство волынских чехов, так и чехи, которые были выгнаны немцами на принудительные работы в бывшем Третьем Рейхе.